# Лазарюк, Анастасия
Анастасия Лазарюк (рум. Anastasia Lazariuc; род. 6 июля 1953, Бачой, Молдавская ССР) — румынская и молдавская певица, Народный артист Республики Молдова (2010). В нынешнее время живёт и работает в Румынии.

## Биография
Анастасия Лазарюк окончила дирижёрско-хоровое отделение музыкальной школы им. Е. Коки в Кишинёве. В 1972 году стала солисткой группы «Сонор», с которой побывала на гастролях во всём Советском Союзе и за рубежом. В 1973 году она выиграла премию Второго фестиваля песни в латвийском городе Лиепае. В 1975—1977 гг. работала солисткой Черновицкой филармонии, сменив на этом посту Софию Ротару.

## Награды
- Народный артист Республики Молдова (14.05.2010)[1]
- Орден Республики (2014)[2]
- 28 октября 2010 года стала почётным гражданином Кишинёва[3].